# Regoujście
Regoujście (potocznie Kanał Resko, Błotnica) – ramię ujściowe, ujściowy odcinek rzeki Błotnicy, wypływ z jeziora, przetoka wodna przechodząca przez mierzeję jeziora Resko Przymorskie; łączy je z Morzem Bałtyckim. Długość cieku to ok. 1,3 km. Na prawym (wschodnim) brzegu mieści się wieś letniskowa Dźwirzyno. 
Według danych z 2003 r. przepływ wód był swobodny.
Kanał stanowi także granicę pomiędzy gminą Trzebiatów a gminą wiejską Kołobrzeg. W odcinku ujściowym zlokalizowany jest port morski Dźwirzyno. 
Nad przetoką przebiega most drogi powiatowej 0152Z. Do 2009 r. nad kanałem poprowadzony był most drogowy składany o długości 63,6 m, który postawiono w 1970 r. Był to most Baileya, produkowany masowo w Anglii, w okresie II wojny światowej.
W 2007 r. gmina Kołobrzeg w miejscowym planie zagospodarowania przestrzennego Dźwirzyna zaplanowała zrealizować w kanale przegrodę (jaz), który nie dopuści do powstania cofki wód morskich do jeziora Resko Przymorskie. Cofka stanowi główne zagrożenie potencjalnego wystąpienia powodzi poprzez przelanie się wód przez wał przeciwpowodziowy.

## Nazwa i status
Do 1945 r. stosowano niemiecką nazwę Fähre. W 1949 r. ustalono urzędowo polską nazwę Regoujście. Nazwa Regoujście wymieniana jest w wydanym w 2001 r. Słowniku nazw fizjograficznych Pomorza Zachodniego. Państwowy Rejestr Nazw Geograficznych wskazuje nazwę Regoujście jako urzędową.
Nazwa Kanał Resko pojawia się na mapach fizjograficznych i dokumentach samorządowych. 
Ciek został także określony przez Regionalny Zarząd Gospodarki Wodnej w Szczecinie jako wypływ z jeziora Resko Przymorskie, a w 2006 jako Kanał łączący jezioro z morzem. 
Wojewódzki Inspektorat Ochrony Środowiska w Szczecinie w 2001 i 2004 określił przetokę jako kanał bez nazwy.
Ujście cieku do Morza Bałtyckiego zostało określone w 2006 r. przez Komisję Nazw Miejscowości i Obiektów Fizjograficznych jako ujście rzeki Błotnicy do morza – ciek jest częścią Błotnicy.
Na Mapie Podziału Hydrograficznego Polski z października 2007 wykonanej przez Zakład Hydrografii i Morfologii Koryt Rzecznych IMGW na zamówienie Ministra Środowiska, przetoka widnieje pod nazwą Błotnica.

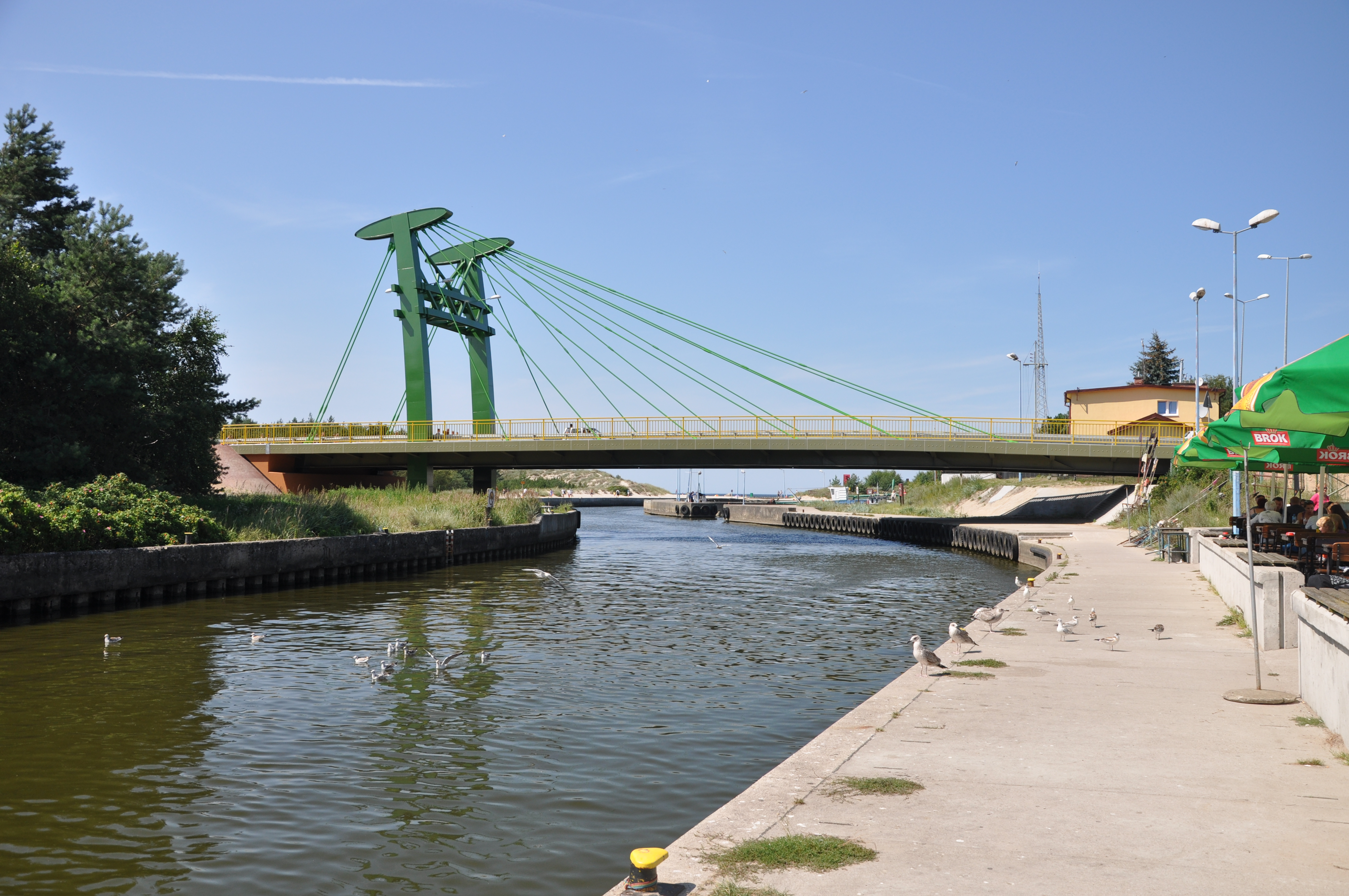
Most nad kanałem
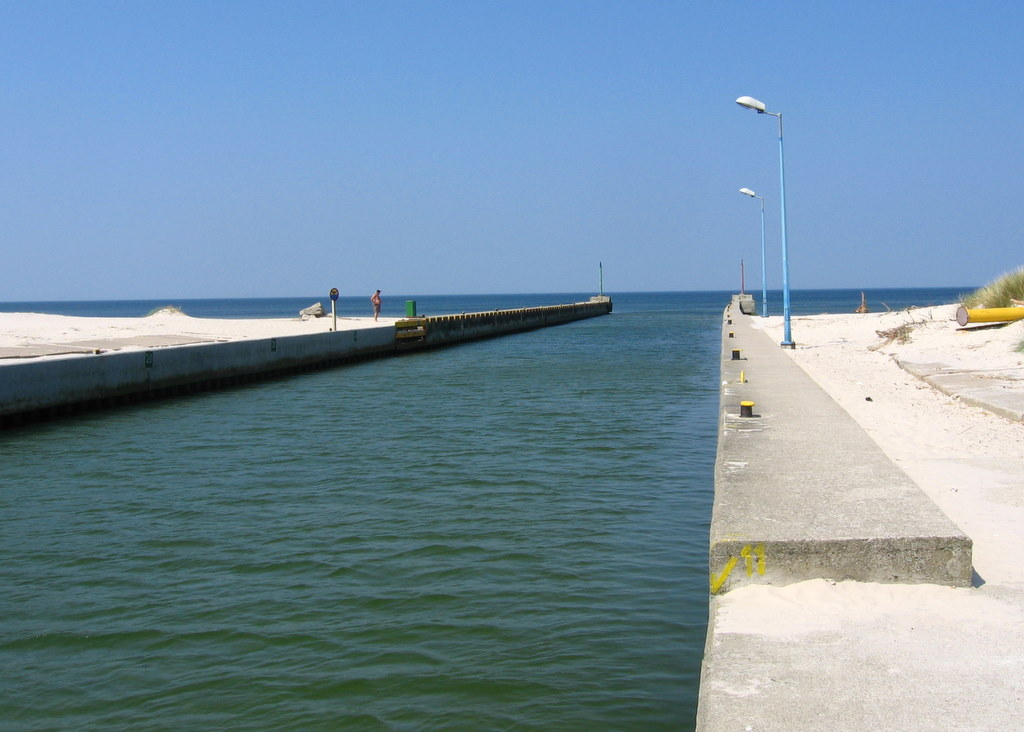
Falochrony ujściowe kanału
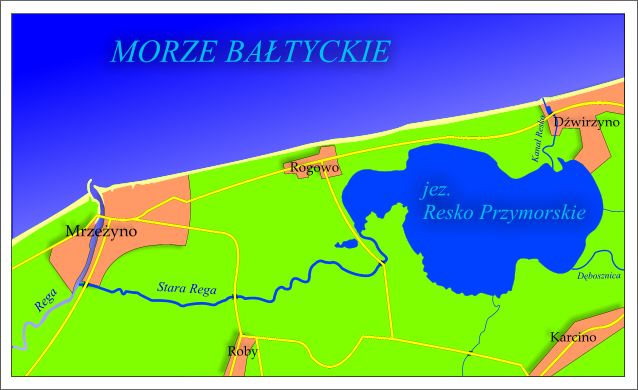
Mapa pokazująca położenie przetoki